# Marokko ved vinter-OL 1968
Marokko ved vinter-OL 1968. Fem sportsudøvere fra Marokko, alle mænd, deltog i alpint skiløb under Vinter-OL 1968 i Grenoble i Frankrig. Marokko deltog for første gang ved et vinter-OL og vandt ingen medaljer. Bedste placering var en 83. plads i storslalom for mænd.

## Medaljer
| 1968 Grenoble | Guls | Sølv | Bronze | Total |
| Marokko       | 0    | 0    | 0      | 0     |